# Шриланкски леопард
Шриланкският леопард (Panthera pardus kotiya) е хищен бозайник, член на семейство Коткови, подвид на леопарда. Обитава остров Шри Ланка. Местното население нарича котката с името Kotiya на синхалски и Puli на тамилски.

## Разпространение
Този подвид се среща само на остров Шри Ланка и е най-едрият хищник в страната. Макар популацията му да е силно фрагментирана, той е разпространен почти във всички части на острова. Местообитанията му включват сухи вечнозелени гори и шубраци, ниски и по-високи планински гори и влажни зони. Скорошно проучване показва, че в националния парк Йала е регистрирана най-голямата гъстота на леопарди в света. Леопардите се наблюдават сравнително лесно в сравнение с другите му потайни братовчеди. Това може да се обясни с факта, че на острова липсват доминиращи конкуренти като лъвове и хиени.

## Описание
Космената покривка е жълтеникавокафява или ръждивожълта с тъмни петна и розетки. Средното тегло на женските е 29 kg, а на мъжките – 56 kg. Най-големите мъжки достигат до 77 kg. Рекордът е 100 kg.

## Хранене
Подобно на другите подвидове леопардът се промъква незабелязан до набелязаната жертва и я напада. Удушава я чрез захапване на гърлото. В менюто му влизат местни видове чифтокопитни животни, птици, влечуги и други дребни животни.

## Социален живот
Поведението на леопардите не се различава от това на останалите подвидове. Той ловува привечер и нощем и е териториално животно. Периодът за размножаване е през цялата година, но със значителен пик през сухия сезон. Раждат обикновено по 2 малки. За разлика от останалите си братовчеди шриланкският леопард много рядко покачва своята плячка по дърветата. Това отново се дължи на факта, че липсват силни конкуренти за неговата храна.